# Corinna May
Corinna May, geboren als Corinna Meyer, (* 6. Oktober 1970 in Bremen) ist eine deutsche Sängerin.

## Biografie
May ist seit ihrer Geburt blind. Ihre musikalische Laufbahn startete sie als Sängerin in einem Gospelchor.
Nach Teilnahme an mehreren Talentwettbewerben veröffentlichte Corinna May 1997 ihr erstes Album. Geprägt von den Einflüssen ihrer Jugend waren überwiegend Jazztracks auf dem Album zu finden. Sie war dabei auch für die Produktion selbst verantwortlich. Zwei Jahre später brachte sie ihr zweites Album Wie ein Stern auf den Markt. Dieses Album wurde von Hanno Harders produziert und überwiegend auch geschrieben.
Große Aufmerksamkeit erlangte May 1999 mit ihrer Teilnahme am deutschen Vorentscheid zum Eurovision Song Contest. Mit ihrem Lied Hör den Kindern einfach zu erreichte sie zunächst den ersten Platz. Da der Song jedoch vom Komponisten bereits auf einem anderen Album und unter dem Titel Where Have All the Good Times Gone (gesungen von der Gruppe Number Nine) veröffentlicht worden war, wurde sie nachträglich disqualifiziert. Zum Wettbewerb nach Jerusalem wurde stattdessen die zweitplatzierte Gruppe Sürpriz mit dem Titel Reise nach Jerusalem – Kudüs’e seyahat gesandt. Trotzdem schaffte Corinna May den Einstieg auf Platz 59 in den Charts und hielt sich dort vier Wochen lang.
Bei ihrer zweiten Teilnahme ein Jahr später trat sie mit dem Song I Believe in God an und kam auf den zweiten Platz hinter Stefan Raab.
Schließlich gelang es ihr 2002, sich mit dem Lied I Can’t Live Without Music (Charts: Platz 72, insgesamt zwei Wochen) für den Eurovision Song Contest 2002 zu qualifizieren. Trotz guter Wettquoten und Kritiken belegte sie bei dem in der estnischen Hauptstadt Tallinn ausgetragenen Wettbewerb mit 17 Punkten nur den 21. Platz unter 24 Teilnehmern.
Ihre anschließenden Singles Endless Miles und On My Way to Myself waren keine großen Erfolge.
2004 sang May als „beste deutsche Stimme“ die Titel Unsere Farm und Ob die Sonne je wieder scheint für den Disney-Film Die Kühe sind los. Sie setzte sich dabei gegen Jeanette Biedermann und Yvonne Catterfeld durch.
Nach der Veröffentlichung der Radio-Single Jetzt wie noch nie erhielt sie einen Plattenvertrag bei DA Music; eine weitere Promo-Single, Bleib einfach stehn, wurde veröffentlicht. Dieser Titel konnte sich elf Wochen in den Airplaycharts behaupten und erreichte als höchste Position Platz sechs. Die nächsten Singles Was tief im Herzen brennt, Die Welt der Marie und Wohin ich lieben kann konnten daraufhin jedoch nicht an diesen Airplay-Erfolg anknüpfen.
Im Oktober 2006 erschien das Album Jetzt wie noch nie unter DA Music und gleichzeitig auch die Doppelsingle mit den Balladen Die Welt der Marie und Wenn du willst …, mit der sie die Selbsthilfeorganisation Pro Retina unterstützte.
Nach Auslaufen ihres Vertrags bei DA Music konzentriert sie sich auf Live-Auftritte im Jazz-Bereich und tritt mit Halb-Playback bei Gewerbe- und Industriefeiern sowie auf privaten Feiern auf. Unter dem Label Ohrenzeuge werden außerdem online mit dem Self-Publisher-Portal Feiyr Titel veröffentlicht.
Von Mai 2012 bis 2014 sang sie in der Bremer Band The Green Jukebox Band feat. Oliver Roemer und Corinna May.
Im Dezember 2013 startete die Bremerin mit ihrem späteren Ehemann und Kollegen Claus – genannt „mit C“ –, dem Leadsänger der Band Mozhart, ein Projekt unter dem Titel OneKiss.
Im Oktober 2015 wurde das Arrangement für die CD Das geheimnisvolle Rathaus im p30-Studio des Sendesaals Bremen fertiggestellt. Es erzählt die Geschichte der Bremer Stadtmusikanten weiter. Der Beitrag zu dieser Benefiz-CD beinhaltet den Song Santa Claus is coming to town und wurde mit OneKiss produziert und aufgenommen.
Anfang Juni 2019 heiratete die Sängerin ihren langjährigen Lebensgefährten Claus.
Im Juni 2019 trat Corinna May bei der Premiere der ersten internationalen Eurovision Song Contest Convention UNESCON in Hannover auf, wo sie u. a. frühere Lieder aus diesem Wettbewerb sang.

## Soziales Engagement
May setzt sich seit Jahren aktiv für die Umsetzung des Behindertengleichstellungsgesetzes (BGG) und für Inklusion ein. Derzeit liegen ihre Anträge dem Bremer Staatsgerichtshof und dem Bundesverfassungsgericht in Karlsruhe vor.
Mit ihrem Projekt One Kiss unterstützt sie das Festival Rock den Deich und den damit verbundenen Verein Rock den Deich e. V.

## Diskografie

### Alben
- 1996: Jazz Art – Soul Songs (Rafael Jung Trio feat. Corinna Meyer)
- 1999: Wie ein Stern
- 2001: Hör den Kindern einfach zu (Kompilation)
- 2002: I Can’t Live Without Music
- 2006: Jetzt wie noch nie
- 2010: Meine Besten (Kompilation)
- 2017: Lieblingsschlager (Kompilation)

### Singles
- 1998: Gab es nicht nur uns zwei?
- 1999: Hör den Kindern einfach zu
- 1999: Alles was geschieht (Promo)
- 1999: Flieg mit mir
- 1999: Frieden Allezeit (Duett mit Claudia Jung)
- 2000: I Believe in God
- 2001: Blowing in the Wind
- 2002: I Can’t Live Without Music
- 2002: On My Way to Myself
- 2003: Endless Miles
- 2005: Jetzt wie noch nie
- 2006: Bleib einfach steh’n
- 2006: Was tief im Herzen brennt
- 2006: Die Welt der Marie / Wenn du willst …
- 2007: Wohin ich lieben kann (Promo)
- 2007: Amazing Grace
- 2009: Dreamin’ River

### Andere Projekte
- 2000: Dieter Falk produzierte ein bislang unveröffentlichtes Duett mit Reba McEntire.
- 2004: Disneys Die Kühe sind los, Deutscher Soundtrack (Unsere Farm, Ob die Sonne je wieder scheint)
- Frei Sein: Clip Music (mit Mino Siciliano, Werbesong für Optrofon)
- 2014: Gründung des Duett-Live-Projektes One Kiss, mit Claus mit „C“ dem Bandleader der Band MozHart.
- 2014: Produktion des Festival-Songs * Rock den Deich Part I.
- 2015: Produktion des Festival-Songs * Rock den Deich Part II.
- 2015: Produktion und Aufnahme Santa Claus is coming to town (Benefiz-Projekt) mit OneKiss
- 2017: Produktion des Festival-Songs * Rock den Deich (Schaf Edition)
- 2018: Produktion des Festival-Songs * Rock den Deich Jubiläums Edit